# Stauntonia linearifolia
Stauntonia linearifolia är en narrbuskeväxtart som först beskrevs av T. Chen och H.N.Qin, och fick sitt nu gällande namn av Christenh.. Stauntonia linearifolia ingår i släktet Stauntonia och familjen narrbuskeväxter. Inga underarter finns listade i Catalogue of Life.